# Avikam jezik
Avikam jezik (avekom, brignan, brinya, gbanda, kwakwa, lahu; ISO 639-3: avi), jedan od dva jezika podskupine avikam-alladian, šire skupine nyo, kojim govori 21 000 ljudi (1993 SIL) u departmanu Grand Lahou, Obala Bjelokosti.
Pismo: latinica. Pripadnici etničke grupe zovu se Avikam (ribari).

## Vanjske poveznice
- Ethnologue (14th)
- Ethnologue (15th)